# Диадемови змии
Диадемовите змии (Spalerosophis) са род влечуги от семейство Смокообразни (Colubridae).
Таксонът е описан за пръв път от италианския зоолог Джорджо Ян през 1865 година.

## Видове
- Spalerosophis arenarius
- Spalerosophis atriceps
- Spalerosophis diadema
- Spalerosophis dolichospilus
- Spalerosophis josephscorteccii
- Spalerosophis microlepis